# Yves Petry
Yves Petry (Tongeren, 26 juli 1967) is een Vlaamse schrijver, essayist en toneelschrijver. Hij studeerde wiskunde en filosofie aan de Katholieke Universiteit Leuven, is kernredacteur van DW B en schreef ook in het Nieuw Wereldtijdschrift.

## Levensloop
Yves Petry doorliep de humaniora in de studierichting Grieks-Latijn. Daarna begon hij een studie wiskunde in Leuven. Als motivatie geeft Petry aan dat hij geïntrigeerd was door de idee van Plato over de meetkunde als het beste model van waarheid. In de dialoog Timaeus bespreekt Plato de rol van meetkunde in het begrijpen van natuur en kosmos. Voor Plato was de meetkunde de sleutel tot het begrijpen van de fysieke wereld. In deze dialoog wordt de schepping van de wereld beschreven door verhoudingen en geometrische vormen. Hij meende met name ook dat de meetkunde belangrijk was in het cultiveren van de geest van studenten. De studie wiskunde bracht Petry echter niet de voldoening waarop hij gehoopt had.
Na het behalen van zijn bachelor wiskunde, schakelde hij gedesillusioneerd over naar de studie filosofie. Daar leerde hij denkers kennen zoals Spinoza en Nietzsche. Inmiddels was hij al op weg naar het schrijverschap. Over deze studierichting zegt Petry dat het programma hem vrij gemakkelijk afging. Studenten werden niet voor de gehele periode opgeëist door de studie. Zo was er voldoende tijd om zich aan andere interesses te wijden voordat men begon aan de voorbereiding tot het masterexamen. In Petry's geval was dit literaire werken lezen.
Voor zijn master schreef hij een thesis over Spinoza. Naar aanleiding van het 125-jarig bestaan van het Hoger Instituut van Wijsbegeerte bracht hij de tekst Het verlangen om te bestaan uit, waarin hij terugblikt op zijn studententijd. Filosofie bedreef hij naar eigen zeggen als een literaire genre en niet als een wetenschap, in tegenstelling tot sommigen.
Na zijn studie voldeed Petry aan de toen nog geldende dienstplicht door te werken in een bibliotheek als gewetensbezwaarde. Daar verdiepte hij zich onder andere in werken uit de psychologie.
Na deze periode heeft hij theaterteksten geschreven.

## Literair werk
Als romanschrijver staat Yves Petry bekend om zijn stilistisch vermogen en filosofische beschouwingen. Vaak ervaren zijn hoofdpersonages een plots, diepgaand interesseverlies in wat hun leven doorgaans betekenis geeft. Voorbeelden hiervan zijn de literatuurprofessor in De maagd Marino, Jeroen Ullings in De Geesten en Kasper in Liefde bij wijze van spreken.
De belangrijkste literaire invloeden die Petry heeft genoemd zijn Spinoza, Nabokov, Thomas Bernhard, Kafka, Freud en Friedrich Nietzsche. Over Freud zegt Petry dat hij hem vooral heeft leren kennen door zijn werk zelf te lezen. Niet zozeer het wetenschappelijke aspect, maar de klinische beschrijving inspireert hem. Een voorbeeld van de invloed van Nabokov zijn de allitererende namen van de hoofdpersonages in de roman Overal zit mens: een moordfantasie. Een ander voorbeeld is de naam 'Fielinckx' in Liefde bij wijze van spreken. In de roman De geesten dragen twee hoofdpersonages een naam van een recensent die eerder boeken van Petry heeft beoordeeld. Een citaat van Emil Cioran vormde het motto voor De geesten.
Petry publiceerde zijn romans bij de uitgever De Bezige Bij vanaf 1999, met Het jaar van de man, tot en met 2015, met Liefde bij wijze van spreken. Vanaf De Geesten heeft hij gepubliceerd bij de uitgever Das Mag. 
De Maagd Marino werd vertaald naar het Duits door Gregor Seferens onder de titel In paradisum.
In 2007 bracht hij een 'radioboek' uit bij deBuren.
In 2011 verzorgde hij de toneeltekst van het derde deel De misdaad van de theaterbewerking van De man zonder eigenschappen van Robert Musil. Dit project was een initiatief van Toneelhuis. Guy Cassiers was de regisseur.
In 2017 verbleef hij een aantal dagen in Tilburg. Als writer in residence werd op het Tilt Festival zijn essay Tilburgh International gepubliceerd.

## Literaire prijzen
- 2004 - longlist AKO literatuurprijs voor De laatste woorden van Leo Wekeman[17]
- 2006 - BNG Nieuwe Literatuurprijs voor zijn oeuvre[18]
- 2007 - Literatuurprijs van de provincie Vlaams-Brabant voor De achterblijver[19]
- 2007 - nominatie Gerard Walschapprijs voor De achterblijver.[20]
- 2011 - Libris Literatuur Prijs voor De maagd Marino.[21]
- 2012 - De Inktaap - dé literaire jongerenprijs van het Nederlandse taalgebied voor De maagd Marino.
- 2016 - Tzumprijs voor de beste literaire zin - voor de zin : Ze ging naar bed met jongens op de manier waarop ze vroeger boeken las: omdat ze het gevoel had dat het van haar werd verwacht, niet omdat ze er zelf veel bijzonders van verwachtte.'
- 2023 - nominatie Libris Literatuur Prijs voor Overal zit mens.[22]

## Interviews
- 2001 - Interview door Coen Simon: De liefde houdt van wandelen : Yves Petry schrijft een spinozistische roman[4]
- 2006 - Interview door Frans Crols: Bart Verhaeghe (Eurinpro) vs. Yves Petry[23]
- 2010 - Interview door Esther Wils: Literatuur creëert problemen, niet om ze op te lossen maar om ze interessant te maken[24]
- 2011 - Tom Van Imschoot: Vlaamse schrijvers over de afstand tot Nederland[25]
- 2011 - Interview door Elsbeth Etty: Niets mis met zinloosheid[15]

## Secundaire literatuur
- 2009 - Vanfraussen, Eveline: 'Yves Petry,' in: Ad Zuiderent, Hugo Brems, Tom van Deel en Sander Bax (samenst.) (1980–2015) Kritisch lexicon van de moderne Nederlandstalige literatuur. Houten/Groningen/Alphen a/d Rijn : Bohn Stafleu Van Loghum/Nijhoff/Samsom. ISBN 90 6500 390 8